# Pinna dorsale

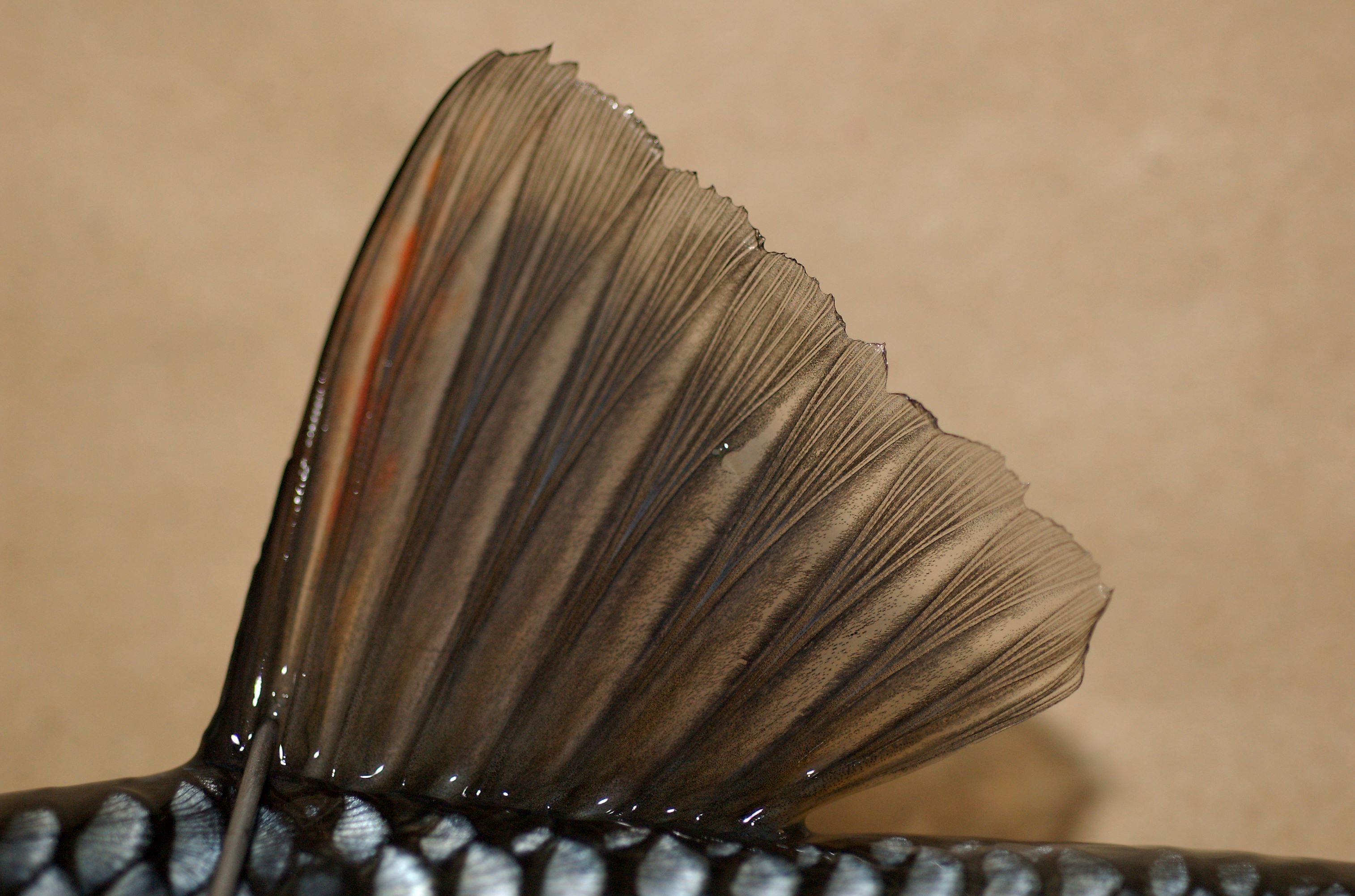
Pinna dorsale di Squalius cephalus.

La pinna dorsale è una pinna situata sul dorso dei pesci, dei cetacei e degli estinti ittiosauri. Il suo compito principale è stabilizzare gli animali, evitarne il capovolgimento e aiutarli nei cambi di direzione improvvisi. 
Nei pesci la pinna dorsale è composta da raggi ossei o cartilaginei collegati da una membrana di pelle. In alcune specie le pinne dorsali hanno anche una funzione protettiva, per la presenza di spine o veleni.

## Cetacei

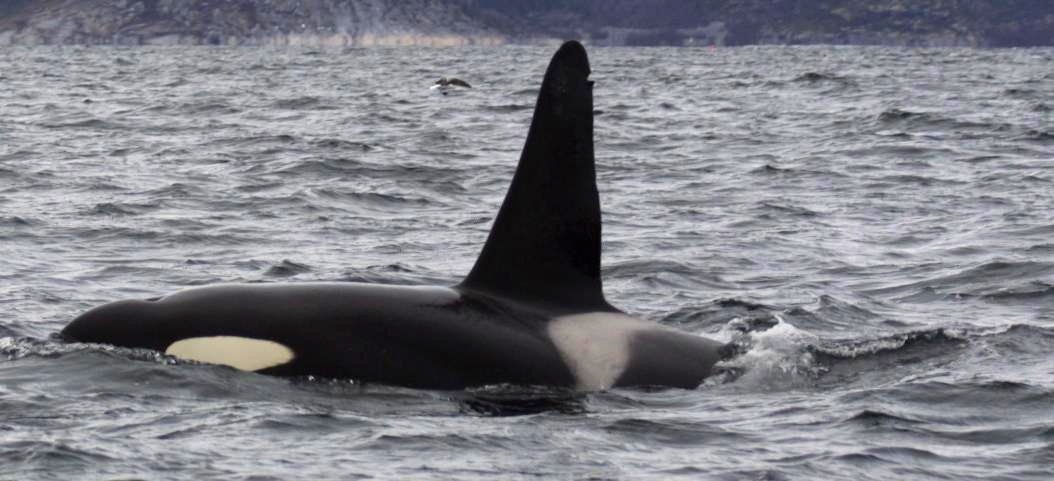
Pinna dorsale di un'orca.

Nei Cetacei la pinna dorsale è composta di tessuto connettivo. Le sue dimensioni rispetto al corpo variano molto nelle diverse specie, fino a scomparire del tutto in alcune specie tipiche delle regioni polari, probabilmente per non ostacolarne il nuoto sotto la banchisa. 
La pinna dorsale delle orche è piuttosto grande, con un'altezza di circa 1,8 m, con la femmina che presenta una pinna più corta e più curva. Molte (30-100%) delle orche in cattività presentano la pinna dorsale collassata, forse a causa della mancanza di esercizio fisico che porta alla diminuzione del tono muscolare. Altri fattori possibili includono cambiamenti nella dieta e il nuoto circolare nella vasca, che influisce sulla ghiandola pituitaria e porta alla perdita di tessuto connettivo nella parte dorsale dell'animale.
Le pinne dorsali di altri Cetacei sono relativamente piccole e sono del tutto assenti nella Balena boreale, risultato di un adattamento evolutivo alla vita condotta nelle regioni artiche. Le pinne dorsali dei Cetacei, sviluppando nel tempo cicatrici e graffi caratteristici, vengono comunemente utilizzati dai biologi per l'identificazione degli individui in campo.